# Cafè Europa
Cafè Europa (G.I. Blues) è un film commedia del 1960, diretto da Norman Taurog con protagonista Elvis Presley. Il film venne girato interamente negli studi della Paramount a Hollywood, con l'eccezione di qualche scena filmata in Germania prima del congedo dalle armi di Presley. Si tratta di una commedia musicale dai risvolti romantici che, insieme alla sua colonna sonora, ebbe molto successo all'epoca della sua uscita.

## Trama

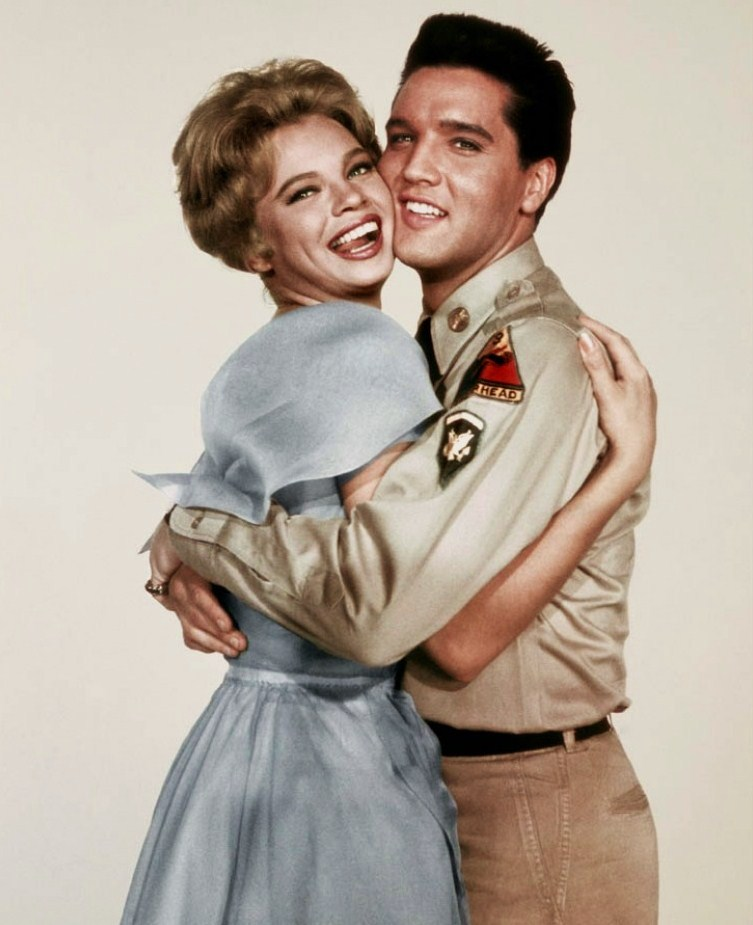
Juliet Prowse e Elvis Presley in una foto promozionale del film

Durante la loro permanenza in Germania, mentre stanno svolgendo il servizio militare, tre giovani e brillanti soldati appartenenti all'esercito americano hanno modo di esibirsi, casualmente, in un locale, ottenendo un successo notevole quanto inaspettato.
Elettrizzati dalla cosa cominciano allora a pensare di aprire un night club una volta ritornati a New York: con l'intenzione di raccogliere la somma necessaria per raggiungere il loro scopo, scommettono con un irresistibile dongiovanni locale di riuscire a conquistare il cuore della famosa e glaciale ballerina Lilli, che da tempo si esibisce al Cafè Europa.
La cosa inizia per scherzo, e il compito viene allora affidato suo malgrado a Tulsa Mac Lean, il quale col tempo realmente si innamora della ballerina e ne è ricambiato, anche se tuttavia inizialmente non riesce nel suo intento.
Un suo amico gli affida il figlio per una notte e Tulsa è costretto a ricorrere all'aiuto di Lilli per badare al bambino: lei trascorre con Tulsa tutta la notte, e questo comporta per quest'ultimo la vincita della famosa scommessa.
Successivamente la  ballerina viene a sapere tutto, e scopre la verità: ciò causa il nascere di un violento litigio con il suo spasimante, ma tuttavia successivamente lei si convince dell'autenticità dei buoni sentimenti di Tulsa e lo perdona, continuando a contraccambiare pienamente l'amore che egli nutre per lei.

## Colonna sonora
I brani del film: What's She Really Like, G.I. Blues, Doin' The Best I Can, Blue Suede Shoes (nuova versione), Frankfort Special, Shoppin' Around, Tonight Is So Right For Love, Wooden Heart, Pocketful Of Rainbows, Big Boots, Didja Ever. Nel film si ascoltano anche una versione strumentale orchestrale di "G.I. Blues" sui titoli di testa e tre brani strumentali che accampagnano le scene di danza di Juliet Prowse.
Tutti i brani di Elvis vennero all'epoca pubblicati sull'album "G.I. Blues" (LPM/LSP 2256).
In alcune parti dell'Europa il brano Tonight Is So Right For Love venne sostituito dal quasi omonimo Tonight's all right for love, completamente diverso; tutte le versioni distribuite per il mercato dell'home video contengono il brano originale.
Nel 1997 l'album venne ristampato, includendo otto versioni alternative e con "Tonight's all right for love".